# Kota Marudu
Kota Marudu ist eine Stadt im malaysischen Bundesstaat Sabah. Kota Marudu gehört zum gleichnamigen Verwaltungsbezirk (Distrikt Kota Marudu) und liegt 90 Kilometer Luftlinie nordöstlich von Kota Kinabalu. Die Stadt die unter Einbeziehung ihres früheren Namens auch  Bandau Kota Marudu genannt wird, gehört zum Gebiet Kudat Division, das die Distrikte Kudat, Pitas und Kota Marudu umfasst.

## Demographie
Die Stadt Kota Marudu hat laut der letzten Volkszählung im Jahr 2010 8.716 Einwohner, mehrheitlich Dusun, Rungus, Bajau, Orang Sungai und Chinesen. Wie in vielen anderen Städten Sabahs gibt es auch hier eine beträchtliche Anzahl illegaler Immigranten aus den nahegelegenen Philippinen, vor allem aus Sulu und Mindanao, die in der Bevölkerungsstatistik nicht verzeichnet sind.

## Namensherkunft
Der frühere Name 'Bandau' für Kota Marudu ist dem Wort mondou aus der Sprache der Kadazandusun 'Mondou' entlehnt. Einer Sage nach ist mondou eine büffelgleiche Kreatur, die von den Einheimischen gefürchtet wird. Der später Name „Kota Marudu“ stammt von einer berühmten Befestigung, die der Krieger Syariff Osman an der Marudu Bay erbauen ließ, um diese vor der Besiedelung durch die Briten zu bewahren.

## Sehenswürdigkeiten
Etwa 40 Kilometer von der Stadt entfernt liegt der Sorinsim-Wasserfall. In Taman Sagabon befindet sich eine landwirtschaftliche Versuchsstation am Buyutsee. 
Das jährliche Maisfestival erinnert daran, dass Kota Marudus Wohlstand und Entwicklung in erster Linie durch seine landwirtschaftlichen Produkte begründet ist. Das Festival wird von einer Reihe Ausstellungen und Wettbewerben, traditioneller Sportveranstaltungen und der Krönung der Maiskönigin begleitet.

## Politik
Kota Marudu gehört zum parlamentarischen Wahlbezirk „P.168 Kota Marudu“. Bei den Parlamentswahlen in Malaysia 2013 errang hier der Kandidat der Koalitionsregierung Barisan Nasional Johnity @ Maximus bin Ongkili den Sieg.